# Bioluminiscenca
Bíoluminiscénca (grško starogrško βιος: bios - življenje + latinsko lumen - svetloba) je v splošnem oddajanje svetlobe pri živih bitjih, ki nastane pri pretvorbi kemične energije v svetlobno. Pri tem je udeležen encim luciferaza, kemično energijo pa večinoma posreduje adenozin trifosfat (ATP). Bioluminiscenca vsakega organizma je edinstvena v valovni dolžini, trajanju, oddanih vzorcih in uravnavanju (regulaciji) procesa. Barvni spekter oddane svetlobe sega od rubinasto rdeče barve pri hrošču Phrixothrix tiemanni do modre pri dvokrilcu Orfelia fultoni. Pri mnogih organizmih je bioluminiscenca izrabljena za privabljanje drugih organizmov za namene parjenja ali prehranjevanja, pa tudi za obrambo in komunikacijo. Bioluminiscenčne organizme najdemo v vseh kraljestvih, torej pri živalih, rastlinah, glivah in bakterijah.
V mnogih področjih znanosti, še posebno v medicini in genskem inženirstvu, je bioluminiscenca izkoriščena za različne namene, kot na primer pri preučevanju patogenetskih mehanizmov povzročiteljev bolezni, odpornosti bakterij proti antibiotikom in učinkovitosti zdravil z delovanjem na novotvorbe pri zdravljenju rakastih obolenj.

## Biokemija bioluminiscence
Bioluminiscenca je kemiluminiscenca v živih organizmih. Za proces je potrebna velika količina energije, ki jo organizmi dobijo večinoma s porabo energijsko bogatih molekul. Te so pri različnih organizmih različne: bakterije npr. uporabljajo riboflavin fosfat, koralnjak Renilla reniformis difosfoadenozin in kresnice (Lampyridae) adenozin trifosfat (ATP). Kljub temu pa je načeloma z biokemijskega vidika vsem skupno to, da v središču procesa nastopajo substrati, kolektivno imenovani luciferini, v katere se s pomočjo encima luciferaza vgradi kisik (O2), kar povzroči nastanek vzbujenega produkta, ki pri prehodu v osnovno stanje odda foton. To lahko zapišemo kot:
{\displaystyle {\text{luciferin}}+O_{2}\;{\overset {\hbox{luciferaza}}{\longrightarrow }}\;P^{\star }\;\longrightarrow \;P+h\nu \;,}
pri čemer je:
- {\displaystyle P*} - vzbujeni produkt,
- {\displaystyle P} - produkt v osnovnem stanju,
- {\displaystyle h\nu } - oddani foton.

Iz luminiscenčnih organizmov je bilo izoliranih veliko kemično različnih luciferinov in luciferaz, ki se v podrobnostih ne ujemajo z osnovno enačbo. Pri nekaterih sistemih je prisoten t. i. energijsko prenašalni protein z vezanim fluorescenčnim kromoforom, ki je udeležen v spreminjanju valovne dolžine oddane svetlobe. Pri nekaterih ožigalkarjih in rebračah je barva oddane svetlobe pri izoliranih sistemih luciferin/luciferaza modra (460-490 nm), in vivo pa je barva svetlobe zaradi prenosa energije na zeleni fluorescirajoči protein (GFP) zelena (508 nm). Podobno procesi potekajo in vitro pri nekaterih bakterijah z derivati GFP-ja, kot sta Photobacterium fischeri, kjer je udeležen rumeni fluorescirajoči protein (YFP) z vezanim flavinom v vlogi prostetične skupine, in Photobacterium phosphoreus, kjer je udeležen modri fluorescirajoči protein (BFP) z vezanim lumazinom v vlogi prostetične skupine. Energijsko prenašalni sistem predstavlja torej mehanizem, kjer se lahko oddana svetloba adaptira na druge valovne dolžine brez spremembe osnovnega kemičnega mehanizma, kar je bilo v evolucijskem smislu za organizme lažje in bolj vsestransko kot pa razvoj popolnoma novega sistema. V odsotnosti tega mehanizma je najpomembnejša determinanta za barvo svetlobe struktura luciferina oziroma njegovega vzbujenega intermediata in v manjši meri aminokislinsko zaporedje v luciferazi.
Trenutno sta poznani dve vrsti reakcij, pri katerih se sprosti zadostna količina energije za doseg vzbujenega stanja luciferina. Prva vključuje vgradnjo kisika v luciferin, pri čemer nastane peroksid s 4-členskim obročem, ki zaradi šibkosti O-O vezi razpade na ogljikov dioksid (CO2) in molekulo s karbonilno skupino. Zaradi razpada in tvorbe dveh karbonilnih dvojnih vezi med obema stopnjama se proizvede dovolj energije za dosego vzbujenega stanja. Velikokrat je potrebna tudi dodatna stopnja, tj. aktivacija luciferina. Tako pri kresnicah luciferin najprej reagira z ATP-jem, kjer nastane luciferil-adenilat (luciferil-AMP). Tudi to stopnjo katalizira luciferaza. Nekateri luciferini za nastanek peroksida ne potrebujejo vgradnje kisika. Primer tega so luciferini ožigalkarjev in rebrač (imenovani tudi koelenterazini), ki so vezani na protein ekvorin, na katerega se vežejo trije kalcijevi ioni (Ca2+).
Druga pomembna reakcija je prenos elektrona iz anionskega na kationski radikal, zaradi česar postane slednji vzbujen in odda foton; kisik pri reakciji ni udeležen. Reakcijo lahko zapišemo kot:
{\displaystyle A^{.-}+C^{.+}\;\longrightarrow \;A+C^{\star }\;\longrightarrow \;C+h\nu \;,}
pri čemer je:
- {\displaystyle A^{.-}} - anionski radikal,
- {\displaystyle C^{.+}} - kationski radikal,
- {\displaystyle C*} - vzbujeni produkt,
- {\displaystyle C} - produkt v osnovnem stanju,
- {\displaystyle h\nu } - oddani foton.

Nekatere raziskave kažejo na pomen kombinacije obeh tipov reakcije, pri katerem je razpad peroksida induciran s prenosom elektrona, sledi nevtralizacija naboja in vzbujenje luciferina.

### Nadzorni mehanizmi
Tudi mehanizmi za nadzor oddajanja svetlobe se pri različnih organizmih razlikujejo. V bakterijah je oddajanje svetlobe večinoma konstantno, saj je bioluminiscenca v danem primeru stranska pot dihalne verige. Kljub temu pa obstaja nadzor v obliki nadzorovane sinteze potrebnih encimov ter sekundarni mehanizmi v primeru simbioze z drugimi organizmi, kot so nekateri lignji in ribe. V morski kresnici (Vargula hilgendorfii) nastajata luciferin in luciferaza v ločenih žlezah. Pri kresnicah in meduzi vrste Renilla reniformis so za nadzor pomembne določene molekule ali funkcionalne skupine: pri kresnicah mora luciferin pred reakcijo s kisikom reagirati z ATP-jem, pri čemer nastane luciferil-AMP, poleg tega pa je na luciferin vezana sulfatna skupina (SO3-), ki mora biti odstranjena za nadaljevanje procesa. Specifičen mehanizem je prisoten v dinoflagelatih rodu Gonyaulax, kjer je luciferin vezan na protein, imenovan luciferin vezavni protein. Vezava je odvisna od pH vrednosti in pri spremembi pH iz 8 v 6 se luciferin zaradi spremembe membranskega potenciala loči od proteina. Tudi pri ožigalkarjih in rebračah je luciferin vezan na protein ekvorin, vendar disociacijo sproži vezava kalcijevih ionov na protein.
Poseben primer nadzornega mehanizma, imenovan avtoindukcija (angleško quorum sensing), je prisoten pri nekaterih bioluminiscenčnih bakterijah. Te se namreč nahajajo v morski vodi blizu obale, vendar je njihova populacija zelo majhna, tj. 1-5 bakterij na mililiter vode. Sintezo bistvenih komponent za oddajanje svetlobe nadzorujejo t. i. avtoinducerji, prosto difuzne snovi, ki jih izdelujejo bakterije same. V morski vodi je količina avtoinducerjev močno razredčena z veliko količino vode, zato je njihova koncentracija zanemarljiva. V primeru, da bakterije rastejo na trdnem mediju, kot so kulture in kolonije alg (npr. rod Phaeocystis), se začnejo avtoinducerji kopičiti na mestu nastanka, kjer bakterije rastejo in se razmnožujejo. Biosinteza bioluminiscenčnih komponent se začne takrat, kadar doseže koncentracija avtoinducerjev določeno pražno vrednost, do česar pa torej pride pri visoki populaciji bakterij (tj. več kot 100 milijonov bakterij na ml vode), ki rastejo na trdnem mediju. Primer avtoinducerja je acilhomoserin lakton pri bakterijah Vibrio harveyi in V. fischeri.

## Evolucijski izvor
Glede na raznolikost kemičnih struktur luciferinov in filogenetsko diskontinuiteto, tj. nedoslednost pojava bioluminiscence pri razvoju vrst, je domnevano, da se je sposobnost oddajanja svetlobe razvila neodvisno vsaj 30-krat. Teorijo podpira med drugim tudi dejstvo, da so pri sorodnih organizmih, še posebej znotraj istega debla, prisotni različni mehanizmi, kot npr. pri kolobarnikih in členonožcih. Ena od možnih razlag je, da se je večina luciferaz razvila neodvisno ali iz različnih ne-encimskih oksidativnih reakcij, po razvoju vidnih organov in diverzifikaciji skupin organizmov, z izjemo preprostejših organizmov, kot so bakterije. Pri nekaterih filogenetsko različnih organizmih je sicer uporabljen identični luciferin, vendar je ta ponekod pridobljen s hrano, zato je luciferin v fiziološkem smislu analogen vitaminu. V vsakem primeru pa se z določeno gotovostjo lahko trdi, da so se sistemi, ki imajo različne substrate, mehanizme in encime, s tem pa tudi različna bazna zaporedja na DNK, razvili neodvisno.
Alternativa teoriji o neodvisnem razvoju je teorija o lateralnem ali horizontalnem prenosu genov med nesorodnimi organizmi, po kateri naj bi se geni prenesli iz enega organizma na drugega zaradi simbioze. To je še posebej evidentno pri nekaterih vrstah bakterij, glist, mehkužcev, plaščarjev in rib kostnic, pri katerih je prisoten bakterijski sistem z reduciranim flavinom v vlogi luciferina in luciferazo z molekulsko maso 80.000 daltonov. Kljub temu pa se oba načina ne izključujeta popolnoma in je bolj verjetno, da sta bila pri razvoju prisotna oba, poleg slednjih pa morda še kakšni do sedaj neznani mehanizmi.

## Vedenjska ekologija

### Parjenje in prehranjevanje
Mnogi organizmi uporabljajo bioluminiscenco za privabljanje drugih organizmov za namene parjenja ali prehranjevanja. Privabljanje spolnih partnerjev je prisotno predvsem pri kresnicah. Samci oddajajo zapletene svetlobne vzorce, na katere samice odgovarjajo z enim svetlobnim znakom, ki je oddan s kratko zakasnitvijo. Slednja večinoma traja manj od ene sekunde, vendar pri nekaterih vrstah, kot je Photinus pyralis, traja dlje, in sicer od 2–4 s, odvisno od temperature okolja. Po parjenju se samec vrne k iskanju nove partnerice, samice k izleganju jajčeč, pripadnice rodu Photuris pa najprej k lovljenju samcev. Samice oponašajo signale samic drugih vrst in ga po zadostnem približanju napade v zraku. Z zaužitjem samice in njena jajčeca pridobijo steroidne pirone, ki so pomembni za obrambo pred plenilci. Zaradi steroidnih pironov so kresnice za mnoge vretenčarje, kot so drozgi, neprimerne za zaužitje. Steroidne pirone imenujemo zaradi strukturne podobnosti s kardiotoničnimi steroidi (npr. bufalin) tudi lucibufagini (LBG). Pri drugih vrstah kresnic so prisotni določeni kardioglikozidi, ki so za nekatere živali smrtonosni; obstajajo dokumentirani primeri poginov plazilcev zaradi zaužitja kresnic na področju Severne Amerike. Vloga bioluminiscence pri parjenju je evidentna tudi pri nekaterih rakih dvoklopnikih, kot npr. pri vrsti Photeros annecohenae, vendar verjetno le na kratke razdalje, saj naj bi bili na daljše razdalje pomembnejši feromoni.
Mnoge globokomorske ribe, kot so žarkoplavutarice, imajo na vrhu glave svetleči izrastek za privabljanje plena. Morski pes Isistius brasiliensis kombinira privabljanje z luminiscenčno kamuflažo, zaradi katere je s perspektive drugih rib neviden; samo na spodnji strani telesa je vidna črna lisa v obliki majhne ribe, ki jo manjši plenilci, kot so ostrižnjaki, zamenjajo s plenom.
Tudi globokomorske ribe rodov Aristostomias, Pachystomias in Malacosteus, ki oddajajo rdečo svetlobo s pomočjo stranskih podočesnih (suborbitalnih) svetlobnih organov, imenovanih fotofori, izrabljajo pojav za namene prehranjevanja, vendar ne za privabljanje (za namen katerega imajo dodatne modro svetleče izrastke), temveč za lažje zaznavanje rdeče obarvanega plena, kar lahko obravnavamo kot vrsto nočnega vida. Rdeča svetloba se v vodi filtrira že na kratkih razdaljah, zaradi česar so vsi rdeči objekti v globlji vodi praktično nevidni, v skladu s tem pa plenjeni organizmi ne morejo zaznati plenilce. Po drugi strani šibko rdečo svetlobo plenilci lahko zaznajo, saj imajo bodisi posebne čutilne receptorje za rdečo barvo bodisi zaznavajo le-to preko t. i. reverzne fluorescence, tj. s pomočjo pomožnih (antenskih) pigmentov.
Poseben primer predstavljajo dinoflagelati, ki v prisotnosti plenilca luminiscirajo, kar privabi tudi večje plenilce, zaradi katerih plenilci dinoflagelatov postanejo sami plen. Podoben »protitatvinski alarm« obstaja pri ožigalkarju vrste Atolla wyvillei, ki oddaja posebne luminiscenčne signale ter pri nekaterih vrstah dvoklopnikov: potem, ko manjša plenilska riba zaužije bioluminiscenčnega dvoklopnika, ta prične svetiti v prebavni cevi ribe, zaradi česar postane riba osvetljena in dobro vidna večjim plenilcem, zato zaužito vsebino raje »izbruha«, kar lahko vidimo kot manjši svetlomoder ognjemet iz ust ribe.

### Obramba
V mnogih lignjih in ribah živijo luminiscenčne bakterije v simbiozi, tako zunaj- kot tudi znotrajcelično. Pri nekaterih lignjih je bioluminiscenca pomembna za plenjenje, pri drugih pa služi kot kamuflaža. Pri lignjih so recimo bioluminiscenčne celice, zbrane v vezikle, razporejene v določen vzorec na spodnji (ventralni) strani telesa, ki prilagajajo kontrast oddane svetlobe glede na svetlobo, ki prihaja iz površine morja, in s tem služijo za optimalno zlitje z okoljem (torej kot neka vrsta protisenčenja). Na ta način plenilci, ki se nahajajo pod lignjem, težje opazijo plen nad njimi. Večinoma je tako tkivo ločeno od svetlobnega organa, v katerem prebivajo luminiscenčne bakterije, redkeje pa je tako tkivo integralna komponenta svetlobnega organa, kot npr. v lignju Euprymna scolopes.
Določeni lignji (kot je npr. Vampyroteuthis infernalis oz. »vampirski ligenj«) in manjši raki uporabljajo mešanico luminiscenčnih kemičnih spojin ali bakterijskega mulja podobno kakor uporabljajo drugi mehkužci črnilo za pobeg pred plenilci. Ličinke vseh vrst kresnic prav tako luminiscirajo za odvračanje morebitnih plenilcev. Poseben primer predstavljajo mnogoščetinci vrste Swima bombiviridis, ki začnejo v primeru ogroženosti sproščati v okolico svetleče zelene »bombe«, s čimer zavedejo plenilca in tako pobegnejo (podobno kot letala izstreljujejo raketne vabe za obrambo pred sledilnimi izstrelki). Ti svetleči mehurčki so v bistvu modificirani deli škrg, ki začnejo svetiti šele po sprostitvi v okolico.
Tudi pri glivah naj bi po eni hipotezi imela bioluminiscenca odbijajoči učinek na živali, ki se prehranjujejo z njimi. Kljub temu točen namen ni popolnoma razjasnjen, zato sta predlagani še drugi dve hipotezi, in sicer naj bi po prvi hipotezi gliva s pomočjo bioluminiscence privabljala žuželke in tako olajšala raznos trosov na širše področje, po drugi pa naj bi bila preprosto stranski »produkt« drugih biokemijskih reakcij.

### Komunikacija
Domnevano je, da je pojav pomemben pri neposrednem komuniciranju med bakterijami za koordinirane dejavnosti med skupinami in združevanju v kolonije, promoviral pa naj bi tudi simbiotsko indukcijo bakterij v gostiteljske organizme.
Pri medceličnem sporazumevanju ima pomembno vlogo že omenjeni mehanizem avtoindukcije, pri čemer gre v osnovi za zaznavanje celične gostote. Pri  velikem številu bakterij se torej kopičijo avtoinducerji, ki nadzorujejo izražanje genov, ki nosijo zapis za bistvene bioluminiscenčne komponente. Mehanizem izkoriščajo za svoje namene tudi mnoge ribe in drugi organizmi, s katerimi živijo te bakterije v sožitju v posebnih organih; gostota bakterij v teh organih znaša okoli 1010 / ml.

## Bioluminiscenčni organizmi
Vse celice dejansko proizvajajo pri različnih procesih bioluminiscenco, vendar večine teh človekovo oko ne more zaznati. Bioluminiscenca vsakega organizma je edinstvena v valovni dolžini, trajanju, oddanih vzorcih in uravnavanju procesa. Človeški opazovalec lahko barvo oddane svetlobe zazna zmotno zaradi intezitete pojava, dejavnikov okolja (npr. ulična razsvetljava) in opazovalčeve prilagoditve (adaptacije) na temo. Tako je v slednjem primeru medlo zelena lahko zaznana kot bela zaradi zakasnitve pri stimuliranju čepnic, ki služijo zaznavi barv. Poseben primer predstavljajo navpični rebrasti organi pri nekaterih planktonskih rebračah (npr. Beroe cucumis in rod Mnemiopsis), katerih mavrične iridescenčne barve niso neposredno posledica bioluminiscence, pač pa nastanejo zaradi uklona svetlobe in se spreminjajo v skladu z gibanjem migetalk v teh organih, torej s samim gibanjem živali.
Večina bioluminiscenčnih organizmov v resnici prebiva v oceanih in ne na kopnem. Življenjski prostor oz. habitat tovrstnih morskih organizmov se načeloma razteza po vsej globini oceana, kljub temu pa večina organizmov prebiva v disfotičnem oz. mezopelagičnem območju, ki je slabo osvetljeno. Natančna meja tega območja je odvisna od mnogih dejavnikov, med drugim od sestave vode ter prisotnosti oceanskega dna, vendar se v splošnem nahaja globlje od osvetljenega evfotičnega območja in višje od temnega afotičnega območja, ki se navadno nahaja globlje od okoli 200 m. Valovna dolžina, ki jo omenjeni organizmi oddajajo, znaša okoli 440-479 nm, kar ustreza modri barvi. Modra barva je primerna zaradi tega, ker se rdeča barva hitro absorbira v vodi, poleg tega pa je večina morskih organizmov občutljiva le na modro svetlobo, kar torej pomeni, da nimajo čutilnih receptorjev za barve daljših (rumena, rdeča) ali krajših valovnih dolžin (vijolična).
Bioluminiscenčne organizme najdemo v vseh kraljestvih, torej pri živalih, rastlinah, glivah in bakterijah. Kljub temu bioluminiscenca pri višjih rastlinah in vretenčarjih (z izjemo določenih vrst rib) naravno ni prisotna, pač pa le umetno s pomočjo rekombinantne tehnologije.
V spodnjem seznamu so razvrščeni nekateri pomembnejši bioluminiscenčni organizmi, pri čemer je pri vsaki biološki skupini mišljeno, da so le nekateri pripadniki luminiscenčni.

### Živali
Radiata (nedoločena raven)
- ožigalkarji (Cnidaria)
  - koralnjaki (Anthozoa)
  - klobučnjaki (Scyphozoa)
    - Aequorea victoria
    - Renilla reniformis
    - mesečinka (Pelagia noctiluca)

  - morska peresa (Pennatulacea)
  - trdoživnjaki (Hydrozoa)
- rebrače (Ctenophora)
  - Bathocyroe fosteri
  - Mnemiopsis leidyi

Naddeblo Lophotrochozoa
- kolobarniki (Annelida)
  - mnogoščetinci (Polychaeta)
    - Odontosyllis enopla
    - Swima bombiviridis
- mahovnjaki (Bryozoa)
- mehkužci (Mollusca)[e]
  - hobotnice (Octopoda)
    - Bolitaenidae

  - lignji (Teuthida)[f]
    - Chiroteuthidae
    - Euprymna scolopes
    - Mastigoteuthidae
    - Mesonychoteuthis hamiltoni
    - Sepiolidae
    - Vampyroteuthis infernalis
    - Watasenia scintillans

  - školjke (Bivalvia)
    - Pholas
    - Rocellaria

  - polži (Gastropoda)
    - Nudibranchia
    - Quantula striata[g]
- nitkarji (Nemertea)

Naddeblo Ecdysozoa
- raki (Crustacea)
  - ceponožci (Copepoda)
    - Metridia longa

  - dvoklopniki (Ostracoda)
    - Photeros annecohenae
    - morska kresnica (Vargula hilgendorfii)

  - Krili (Euphausiacea)
  - morski pajki (Majidae)
- stonoge (Myriapoda)
  - dvojnonoge (Diplopoda)
  - strige (Chilopoda)
- žuželke (Insecta)
  - dvokrilci (Diptera)
    - Orfelia fultoni
    - Mycetophilidae

  - kresnice (Lampyridae)
  - hrošči
    - Phengodidae
      - Phrixothrix
        - Phrixothrix tiemanni

Naddeblo Deuterostomia
- črevoškrgarji (Hemichordata)
- iglokožci (Echinodermata)
  - brizgači (Holothuroidea)
  - kačjerepi (Ophiurida)[h]
  - morski ježki
  - morske lilije (Crinoidea)
  - morske zvezde (Asteroidea)
- plaščarji (Tunicata)
  - Pyrosoma
- ribe
  - Anomalopidae
  - Isistius brasiliensis
  - Lophiiformes
  - Macrouridae
  - Melanostomias valdiviae
  - Monocentridae
  - Porichthys
  - Saccopharyngiformes
  - Sternoptychinae
  - žarkoplavutarice (Actinopterygii)
- ščetinočeljustnice (Chaetognatha)
  - Caecosagitta macrocephala
  - Eukrohnia fowleri

### Rastline
- kukavičevke (Orchidaceae)[i]

### Glive
- mraznice (Armillaria)
- čeladice (Mycena)
  - prevlečena čeladica (Mycena epipterygia)
  - krvobetna čeladica (Mycena haematopus)
  - pegasta čeladica (Mycena maculata)
  - strupena čeladica (Mycena rosea)
- zlatolistke (Gerronema)
- livkarji (Omphalotus)
  - oljkov livkar (Omphalotus olearius)
  - Omphalotus nidiformis
- trpki zgručevec (Panellus stipticus)
- vitka lesenjača (Xylaria polymorpha)
- ostrigarji (Pleurotus)

### Mikroorganizmi
- dinoflagelati (Dinoflagellata)
  - Noctiluca scintillans
  - Gonyaulax
    - Gonyaulax polyedra

  - Pyrocystis lunula
- Vibrionaceae
  - Photobacterium fischeri oz. Vibrio fischeri
  - Photobacterium phosphoreum oz. Vibrio phosphoreum
  - Vibrio harveyi
- Radiolaria

## Uporaba v biotehnologiji
Bioluminiscenčni organimi so uporabni v mnogih področjih znanosti, še posebno v medicini in genskem inženirstvu.
Z bioluminiscenčnim slikanjem (angleško bioluminescent imaging ali BLI) se lahko analizira nalezljive bolezni v živalskih modelih. Povzročitelji bolezni (patogeni), kot so virus herpesa simpleksa, Vaccinia virus (VACV), alfavirusi in Novirhabdovirus ter Leishmania, plazmodij in toksoplazma, so pri tem gensko spremenjeni, da lahko izražajo gen za luciferazo, s pomočjo katerega se lahko spremlja patogenetske mehanizme in vivo, pa tudi odpornost bakterij proti antibiotikom.
BLI je uporaben tudi pri raziskovanju učinkovitosti zdravil z delovanjem na novotvorbe, ki specifično inhibirajo razvoj krvnih žil oz. angiogenezo v tumorju. Pri tem so tumorske celice prav tako gensko spremenjene za izražanje gena za luciferazo, nato pa je v krvni obtok vnešen določeni luciferin. Tako se lahko preko kinetike luciferina v obtoku spremlja učinkovitost zdravila.
S pomočjo fluorescentnih proteinov, kot so že omenjeni GFP, YFP in BFP ter cianega fluorescirajočega proteina (CFP) in mRFP1 (seva rdečo svetlobo) se lahko na osnovi prenosa energije fluorescenčne resonance (ang. fluorescence resonance energy transfer, FRET) izmeri razdaljo med dvema komponentama v celici, posredno lokalno koncentracijo neke snovi ali pa aktivnost nekega encima (npr. protein kinaze A).
Simbioza med lignjem Euprymna scolopes in luminiscenčnimi bakterijami predstavlja ključni eksperimentalni model za raziskovanje simbioze, komunikacije med bakterijami in bioluminiscence.
Obstajajo tudi drugi predlogi uporabe, kot so:
- zasaditev svetlečih dreves ob cestah, s čimer bi se zmanjšala poraba električne energije;
- svetleča božična drevesa, kar bi zmanjšalo nevarnost požarov zaradi napak na električni napeljavi;
- kulturne rastline, ki bi ob pomanjkanju vode začele svetiti;
- odkrivanje kontaminirane hrane in vode;
- označevanje nevarnih zločincev.

## Bioluminiscenca v kulturi in zgodovini
Azteki so besedo »kresnica« uporabljali v prenesenem pomenu (metafora), kot iskra znanja v svetu ignorance ali teme. Obstajajo tudi različne legende o kresnicah: na Kitajskem je v času dinastij veljalo, da kresnice prihajajo iz goreče trave, v evropskem prostoru pa je kresnica na oknu pomenila smrt v družini. Bioluminiscenca je omenjena tudi v folklori številnih drugih ljudstev na področju Indije, Skandinavije, Polinezije in Sibirije.
Grki in Rimljani so prvi dokumentirali značilnosti luminiscenčnih organizmov; tako je že npr. Aristotel med opisovanjem morskih organizmov opazil »hladno svetlobo«, Plinij starejši pa je v svojih delih omenil »svetleči les« v nasadih oljk. Krištof Kolumb je med potovanjem v svojih dnevnikih večkrat omenil skrivnostno svetlobo v morju. V šestnajstem stoletju so književniki nemalokrat omenjali svetlobne pojave pri živih bitjih, kot npr. Shakespeare, ki je opisoval »sposobnost ognja v svetlečih črvih«. Po mnenju nekaterih zgodovinarjev naj bi angleški raziskovalci leta 1634 zamenjali svetlobo kresnic s tabornimi ognji Špancev, zaradi česar naj bi se izognili Kubi, kar je po vsej verjetnosti vplivalo na potek kolonizacije Novega sveta.
Prvo znanstveno delo, posvečeno bioluminiscenci in kemiluminiscenci, je objavil Conrad Gesner leta 1555. Leta 1667 je Robert Boyle odkril, da je za potek bioluminiscence potreben zrak, za kar se je pozneje izkazalo, da gre v resnici za kisik. Pozneje v istem stoletju je Raphael Dubois izoliral bistvene komponente bioluminiscenčnih organizmov in uspešno povzročil nastanek svetlobe; tako je skoval termina luciferin in luciferaza. V dvajsetem stoletju je k raziskovanju sistema luciferin-luciferaza pomembno prispeval E.N. Harvey.
Bioluminiscenca je še omenjena v številnih književnih delih preteklih stoletij, med drugim v romanu Pustolovščine Huckleberryja Finna (angleško Adventures of Huckleberry Finn) ameriškega pisatelja Marka Twaina, v katerem je bioluminiscenčna gliva uporabljena kot vir svetlobe pri kopanju tunela, ter v romanu Dvajset tisoč milj pod morjem francoskega pisatelja Julesa Verna, ki opisuje »učinek mlečnega morja« v Indijskem oceanu, pri čemer gre v resnici za bioluminiscenco mikroorganizmov v nočnem času.